# 三山庵
39°57′29″N 116°10′58″E / 39.958149°N 116.18265°E
三山庵，位于北京市石景山区八大处公园，是一座汉传佛教寺院，为八大处第三处。

## 历史
传说三山庵创建于金朝天德三年（1151年）。但民国二十五年（1936年）北平市《寺庙登记表》中记载该寺始建年代为“建于唐”。记录其位于“西郊五分署四平台五十二号，建于唐，清乾隆二十八年重建。”现存建筑建于清朝。三山庵原来供奉桃园三结义的刘备、关羽、张飞，故又称三圣庵。因为规模很小，故称“庵”。
有说法认为，三山庵因位于翠微山（平坡山）、觉山（虎头山）、卢师山（青龙山）之间而得名。但实际上三山庵并不位于三山之间，三山庵和证果寺间的同济桥周围才是三山之间。
许多文人曾在三山庵留下诗画。知名画作有明朝的《观流图》、《观泉图》、《观月图》，清朝的《灵光指径》、《香界重游》、《乾隆松石流泉闲坐图》。
清朝曾获乾隆帝赐紫袈娑、封“阐教禅师”尊号的贤首宗僧人达天通理，曾在三山庵隐居，注疏《法华经》，写作《楞严指掌疏》。清朝嘉庆十九年（1814年）夏，觉生寺住持海峰源亮曾在三山庵居住休养，并和崇理杲鉴禅师共倡重修八大处证果禅林。

## 建筑
三山庵坐西南朝东北，是一座四合院。主要建筑有：
- 山门殿：朝向东北，面阔三间。左右各开一个角门。山门殿有匾额“三山菴”，两旁对联为“翰墨因缘旧，烟云供养宜”，均是改革开放后的今人补写。[1]山门殿内原来一直供奉关公。1960年代，佛像遭人为破坏，此后殿内一直空荡。2010年，恢复新建了三尊财神像，分别为关公、武财神赵公明、文财神比干。[3]
- 正殿：面阔五间，两侧带耳房两间。正殿有匾额“是大世界”，对联：“慈目静心法相，和风甘雨祥云”，均是改革开放后的今人补写。[1]
  - 东配殿：位于正殿前东侧。东配殿外有一敞轩，和其后门相连。敞轩内额有“建阳半幅精舍”横匾，外额有“翠微入画”横匾，两匾原来皆为乾隆帝第六子永瑢题书。敞轩柱联曰：“远水近山澄雾色，清风明月净禅心。”从敞轩可眺望玉泉山、颐和园昆明湖、紫禁城。[1]
  - 西配殿：位于正殿前西侧。[1]